# Gustav Peter Bucky
Gustav Peter Bucky (Leipzig, 3 de setembro de 1880 — Nova Iorque, 19 de fevereiro de 1963) foi um físico e radiologista alemão, inventor da grade anti-espalhamento em aparelhos de raios X, desenvolvida por ele em 1913.

## Obras
- Gustav Bucky: Anleitung zur Diathermiebehandlung. Urban & Schwarzenberg, Berlim, Viena 1921
- Gustav Bucky: Die Röntgenstrahlen und ihre Anwendung. Verlag Teubner, Leipzig 1918
- Gustav Bucky, Otto Glasser, Olga Becker-Manheimer: Grenzstrahltherapie. Verlag S. Hirzel, Leipzig 1928
- Gustav Bucky, August Becker, Max Brenzinger: Lehrbuch der Strahlentherapie. Verlag Teubner, Leipzig 1924